# Бугач (станция)
Бугач — узловая железнодорожная станция Красноярской железной дороги в городе Красноярске. Расположена на Транссибирской магистрали, в 4090 километрах к востоку от Москвы и в семи километрах к западу от станции Красноярск-Пассажирский.
На станции две платформы: одна островная, расположенная между главными путями, и одна боковая, с южной стороны путей, иногда принимающая электропоезда на Красноярск.
Из восточной горловины станции начинается двухпутный железнодорожный обход города Красноярска, используемый транзитными грузовыми поездами, а также внутригородскими электропоездами, следующими до станции Красноярск-Северный. Чётный путь обхода при этом развязан с обоими путями главного хода в разных уровнях, проходя под ними.
На станции останавливаются все электропоезда. Внутригородские электропоезда, следующие на Красноярск-Северный, меняют на станции направление движения со стоянкой продолжительностью от 8 минут.
В перспективе возможно строительство железной дороги от станции Бугач до аэропорта для организации движения пассажирских поездов по принципу «аэроэкспресса».